# توربوماشین

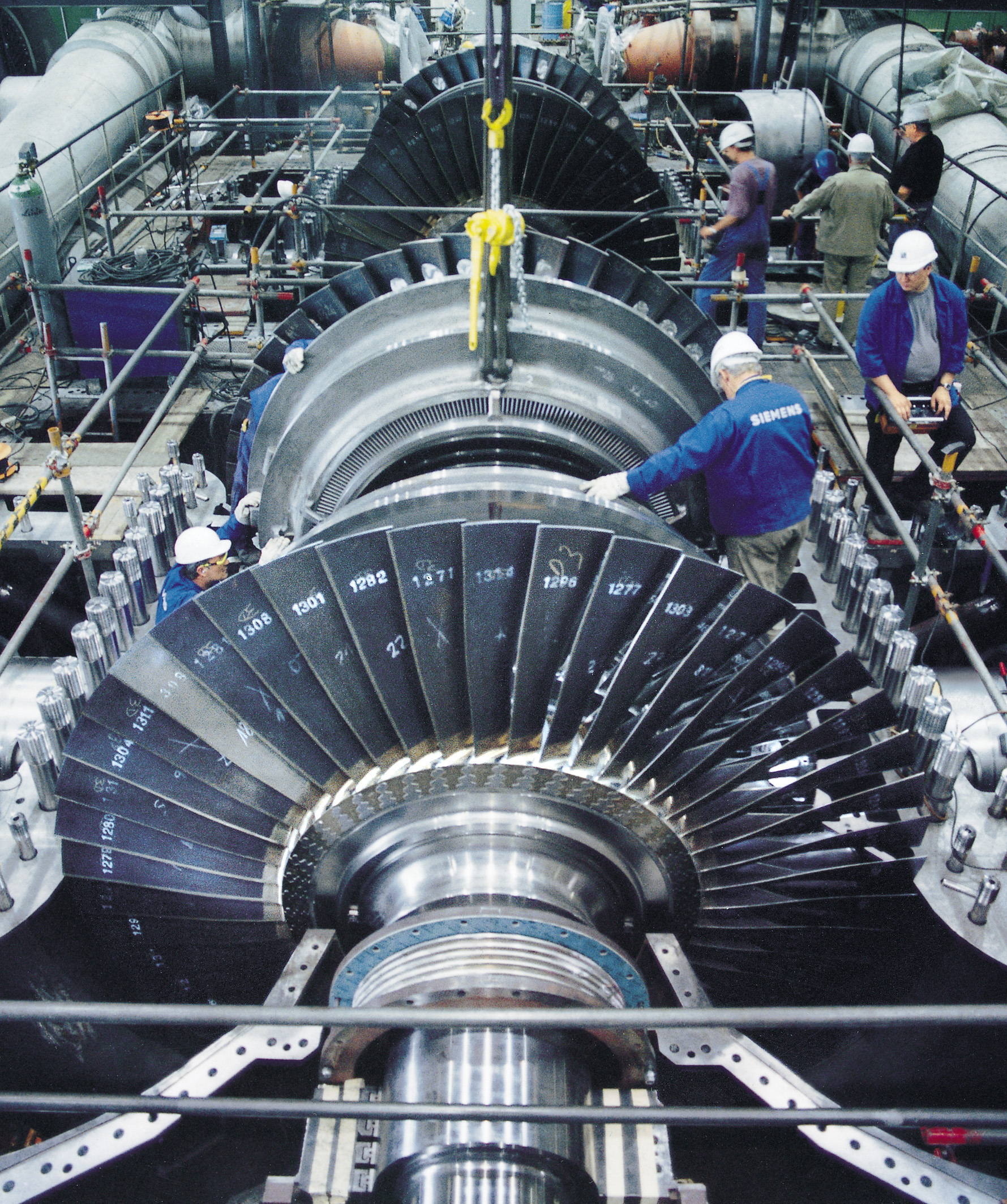
مونتاژ یک توربین بخار در شرکت زیمنس، آلمان

توربوماشین، (به فرانسوی: Turbomachine) (به انگلیسی: Turbomachinery) به ابزاری گفته می‌شود که انرژی را میان یک روتور و یک سیال انتقال می‌دهد. ازجمله توربوماشین‌ها می‌توان به توربین‌ها، پمپ‌ها، دمنده‌ها و کمپرسورها اشاره کرد که به انرژی سیال می‌افزایند. این عمل در یک چرخ انجام می‌گیرد. چرخ از شماری پره تشکیل شده که به یک محور متصل شده‌اند. از آنجا که پره‌ها تنها در محور مماسی جابه‌جا می‌شوند، کار به واسطه جابه‌جایی مولفهٔ مماسی نیروی وارد به چرخ انجام می‌گیرد. مولفهٔ شعاعی نیروی وارد به چرخ، در امتداد شعاعی جابه‌جا نمی‌شود و در نتیجه نمی‌تواند کاری انجام دهد.